# ヤズィード・アブー・レイラ
ヤズィード・アブー・レイラ (アラビア語: يَزِيد مُعِين حَسَن أَبُو لَيْلَى、Yazeed Abu Layla、1993年1月8日-)は、ヨルダン・アンマン出身のサッカー選手。ポジションはGK。ヨルダン代表。

## 経歴
2023年1月27日、サウジ・プロフェッショナルリーグのアル・ジャバラインFCにレンタル移籍した。
2024年7月14日、アル・フセインと契約した。

## 代表歴
2017年6月1日、イラク代表との親善試合でヨルダン代表デビューを果たした。
AFCアジアカップ2023では、全試合にフル出場し、チームの史上初の決勝進出に貢献。